# Edinah Jebitok
Edinah Jebitok (* 10. November 2001) ist eine kenianische Mittelstreckenläuferin, die sich auf den 1500-Meter-Lauf spezialisiert hat.

## Sportliche Laufbahn
Erste internationale Erfahrungen sammelte Edinah Jebitok bei den Jugendweltmeisterschaften 2017 in Nairobi, bei denen sie in 4:23,16 min die Bronzemedaille gewann. Im Jahr darauf wurde sie bei den U20-Weltmeisterschaften in Tampere in 4:15,17 min Fünfte und gewann bei den Jugend-Afrikaspielen in Algier in 4:37,98 min die Silbermedaille. Anschließend siegte sie bei den Olympischen Jugendspielen in Buenos Aires in der Kombination aus 1500-Meter-Lauf und Crosslauf. 2019 gewann sie bei den Juniorenafrikameisterschaften in Abidjan in 4:13,02 min die Silbermedaille hinter der Äthiopierin Diribe Welteji. 2021 siegte sie Anfang Juni in 4:04,67 min beim Meeting Iberoamericano in Huelva über 1500 m und siegte anschließend in 4:03,46 min beim #True Athletes Classics in Leverkusen. Damit qualifizierte sie sich über diese Distanz für die Olympischen Sommerspiele in Tokio und gelangte dort bis ins Halbfinale, in dem sie mit 4:05,56 min ausschied. Mitte Dezember siegte sie dann in 28:44 min beim Cross Internacional de Venta de Baños sowie Anfang Januar in 26:03 min beim Juan Muguerza Crosslauf. Im März startete sie im 3000-Meter-Lauf bei den Hallenweltmeisterschaften in Belgrad und gelangte dort mit 8:53,25 min auf Rang 14. Im Juli schied sie bei den Weltmeisterschaften in Eugene mit 4:07,12 min in der Vorrunde aus und gelangte anschließend bei den Commonwealth Games in Birmingham mit 4:08,33 min auf Rang neun. 
Bei den Crosslauf-Weltmeisterschaften 2023 in Bathurst lief sie nach 34:45 min auf Rang acht im Einzelrennen ins Ziel und sicherte sich in der Teamwertung die Goldmedaille. Im August schied sie bei den Weltmeisterschaften in Budapest mit 4:05,41 min im Halbfinale über 1500 Meter aus.

## Persönliche Bestzeiten
- 800 Meter: 2:01,77 min, 3. Juli 2021 in Heusden-Zolder
- 1500 Meter: 4:02,00 min, 18. Juni 2023 in Tomblaine
  - 1500 Meter (Halle): 4:09,46 min, 13. Februar 2021 in Luxemburg
- Meile: 4:22,85 min, 6. Juni 2023 in Bydgoszcz
  - Meile (Halle): 4:28,73 min, 17. Februar 2022 in Liévin
- 3000 Meter: 8:42,34 min, 13. Mai 2022 in Doha
  - 3000 Meter (Halle): 8:45,46 min, 14. Februar 2022 in Val-de-Reuil
- 2 Meilen: 9:19,01 min, 27. Mai 2022 in Eugene
- 5000 Meter: 14:52,28 min, 8. September 2023 in Brüssel